# Un marido ideal (película argentina de 1947)
 Un marido ideal  es una película de Argentina en blanco y negro dirigida por Luis Bayón Herrera según el guion de Rodolfo Manuel Taboada sobre la obra de Oscar Wilde que se estrenó el 7 de febrero de 1947 y que tuvo como protagonistas a Santiago Gómez Cou, Alicia Barrié, Florindo Ferrario, Golde Flami y Ivonne De Lys.

## Sinopsis
Una mujer obliga a un político al no denunciar una gran estafa.

## Reparto
- Santiago Gómez Cou... Raúl
- Alicia Barrié... Verónica
- Florindo Ferrario
- Golde Flami
- Ivonne De Lys
- Francisco Pablo Donadío
- Enrique Vico Carré
- René Cossa
- Susana Campos
- Gloria Ugarte

## Comentario
El Heraldo del Cinematografista dijo:

”Discretamente presentada con acción ágil pese a abundantísimo diálogo, destaca las escenas… del Parlamento.”